# The Exorcist
The Exorcist – siódmy studyjny album amerykańskiego rapera Killah Priesta, członka Sunz of Man, wydany 15 maja 2009 roku nakładem wytwórni Iceman Music Group.

## Lista utworów
Opracowano na podstawie źródła.
1. Intro
2. Silent Assasin
3. Night Hawk
4. Gate Way
5. Most High
6. Warfare
7. Nothing Like It
8. Pride
9. Hauted
10. Fame
11. Exocist
12. None Of That
13. Death Physical
14. Want Peace (gośc. Victorious)
15. Science Projects Part 2 (gośc. Able)